# Tierno Monénembo
Tierno Monénembo, nascut Thierno Saïdou Diallo (Porédaka, Guinea, 21 de juliol de 1947) és un escriptor francòfon de Guinea que fou guardonat amb el Premi Renaudot el 2008.

## Biografia
Tierno Monénembo, fill d'un funcionari guineà, hagué de fugir el seu país el 1969, a conseqüència de la dictadura d'Ahmed Sékou Touré que acabava d'apoderar-se de les regnes del govern. Creuà el país caminant per arribar al Senegal on es refugià primer. Més endavant va residir a Costa d'Ivori on va prosseguir els seus estudis abans d'instal·lar-se a França el 1973, per mor de completar la seva carrera universitària. Al cap d'una estona obtingué un doctorat de bioquimia de la Universitat de Lió. Va ensenyar després al Marroc i a Algèria i d'ençà el 2007, és professor visitant al Middlebury College, universitat de l'estat de Vermont als Estats Units.
Tierno Monénembo va publicar la seva primera novel·la el 1979. Els temes de predilecció dels seus llibres són ben sovint la impotència dels intel·lectuals del continent africà, i alhora les dificultats de vida que pateixen els africans exiliats a França. Va publicar el 2004 la novel·la Peuls dedicà un llibre a la seva ètnie nadiua, el poble fulà. Aquesta obra fou seguida el 2008 per una mena de biografia revisitada d'un personatge rocambolesc de l'època colonial francesa, l'aventurer i explorador d'origen lionès Aimé Olivier de Sanderval.
Aquesta obra que revisitava la trajectòria africana d'aquell personatge que arribà a ser considerat com el "rei dels fulàs" li feu guanyar el premi Renaudot el mateix any. Quan es va assabentar que havia guanyat aquell premi, Tierno Monénembo es trobava aleshores en una residència d'escriptors a Cuba.

## Obres
- Les Crapauds-brousse (1979)
- Les Écailles du ciel ()
- Un rêve utile (1991)
- Un attiéké pour Elgass (1993)
- Pelourinho (1995)
- Cinéma : roman (1997)
- L'Aîné des orphelins (2000)
- Peuls (2004)
- La Tribu des gonzesses : théâtre (2006)
- Le Roi de Kahel, obra receptora del Premi Renaudot (2008)
- Le Terroriste noir, (2012)ed. Seuil — Premi Ahmadou-Kourouma, Gran premi Palatine

## Guardons literaris
- Premi Renaudot el 2008 per Le Roi de Kahel
- Premi Erckmann-Chatrian de 2012 per Le Terroriste noir
- Premi Ahmadou-Kourouma el 2013 per Le terroriste noir
- Gran premi Palaine de 2013 per la mateixa obra.[1]